# Nicolas Mas
Nicolas Mas (nacido el 25 de mayo de 1980 en Perpiñán, Francia) es un exjugador de rugby francés que se desempeñaba de pilier. Su último equipo fue el Montpellier Hérault Rugby Club del Top 14 y también jugó con la selección francesa.

## Carrera interna
Perpiñán consiguió llegar a la final de la Copa Heineken 2002-2003, pero perdió con el también equipo francés Stade Toulousain. Perpiñán llegó a la final del Top 14 en 2004, pero fueron derrotados por Stade Français, 38 a 20. En el verano de 2013, Mas cambió de equipo al ambicioso Montpellier Hérault Rugby Club, del Top 14.

## Carrera internacional
Mas debutó internacionalmente en un partido contra los All Blacks el 28 de junio de 2003. No jugó en la Copa Mundial de Rugby de 2003 en Australia más tarde ese mismo año. No jugó con el equipo nacional en 2004, siendo un reemplazo en el banquillo sin usar en los tests contra Australia y Argentina en noviembre. Al año siguiente, jugó cuatro veces con Francia durante el Torneo de las Seis Naciones 2005.
Mas fue escogido para el equipo francés que jugó la Copa Mundial de Rugby de 2007, como sustituto del lesionado Sylvain Marconnet. También compitió en la del año 2011, que se celebró en Nueva Zelanda.
Forma parte del equipo de 31 seleccionados para la Copa del Mundo de 2015. En el primer partido del campeonato, contra Italia, empezó de suplente y no salió hasta el minuto 62, en que sustituyó a Rabah Slimani; logró un ensayo minutos después, el primero de los suyos con la selección francesa. Después de que Francia cayese eliminada del mundial ante los All Blacks por 62-13 Mas anunció su retirada de la selección nacional